# Каунаські говірки
Каунаські говірки (також південні західноаукштайтські говірки, сувалкяйські говірки, сувалкські говірки, сувалкійські говірки, сувалькійські говірки, середньоаукштайтські говірки, веленсько-владиславовські говірки; лит. kauniškiai, suvalkiečiai, латис. kauņas izloksne) — говірки аукштайтського (верхньолитовського) наріччя, поширені в центральній та південно-західній частині території Литовської республіки, а також в деяких прикордонних з Литвою районах Росії (в Калінінградській області). Входять разом з Шяуляйськими говірками до складу західноаукштайтського діалекту, одного з трьох аукштайтських діалектів нарівні з східноаукштайтським і південноаукштайтським.